# Elena Corregido
Elena Mercedes Corregido (Buenos Aires, 4 de diciembre de 1956) es una profesora y política argentina del Partido Justicialista, que se desempeñó como senadora nacional por la provincia del Chaco entre 2007 y 2013.

## Biografía
Estudió profesorado de química y merceología en la Facultad de Ingeniería de la Universidad Nacional del Nordeste (UNNE), graduándose en 1982. En la UNNE ocupó cargos docentes, en comisiones y en jurados de evaluación hasta 1995, siendo también docente y directora en establecimientos secundarios. En 2003 realizó un posgrado en Preparación y Evaluación de Proyectos en la Universidad Tecnológica Nacional.
En 1995, se unió al gobierno municipal de Presidencia Roque Sáenz Peña como Secretaria General de la Multisectorial de la Mujer, hasta 1996. Entre 1998 y 1999 fue técnica en un programa del Programa de Atención Médica Integral (PAMI) en la ciudad de Resistencia. Luego fue responsable de pensiones asistenciales en Chaco de la Secretaría de Desarrollo Social de la Nación. En 2004 fue consultora del Programa de las Naciones Unidas para el Desarrollo para la coordinación de planes sociales del Ministerio de Desarrollo Social de la Nación en Chaco.
Inició su militancia partidaria en el peronismo en 1997, siendo congresal nacional del Partido Justicialista (PJ) entre 2001 y 2003. En 2005 fue candidata a diputada provincial.
Fue elegida senadora nacional en las elecciones legislativas de 2007 en la lista del Frente Chaco Merece Más, integrando el bloque PJ-Frente para la Victoria hasta diciembre de 2013, cuando finalizó su mandato. En el Senado presidió la comisión de Apoyo a las Obras del Río Bermejo y fue vicepresidenta de la comisión de Coparticipación Federal de Impuestos.
En 2008 fue una de las legisladoras del oficialismo que votó en contra del proyecto de Ley de Retenciones y Creación del Fondo de Redistribución Social. En 2009 votó a favor de la Ley de Servicios de Comunicación Audiovisual, y en 2010 a favor de la ley de matrimonio entre personas del mismo sexo. En 2012 fue coautora de la ley que permitió el sufragio a los jóvenes de entre 16 y 18 años.
Entre 2011 y 2016 integró el Observatorio de Derechos Humanos del Senado de la Nación. En 2015 fue candidata a parlamentaria del Mercosur por el distrito nacional en la lista del Frente para la Victoria. Ya había integrado dicho cuerpo legislativo entre 2013 y 2014 como suplente parlamentario.